# 백악관 배관공들
백악관 배관공들(영어: White House Plumbers), 때로는 단순히 배관공들(the Plumbers)이라 불리거나 룸 16 프로젝트(Room 16 Project), 오데사(ODESSA) 또는 더 공식적으로 백악관 특별 조사반(Special Investigations Unit)은 리처드 닉슨 대통령 재임 중 펜타곤 문서가 발표된 지 일주일 후인 1971년 6월에 백악관 내에 설립된 비밀 특별 조사반이다. 이들의 임무는 펜타곤 문서와 같은 기밀정보가 언론에 유출되는 것을 막고/막거나 대응하는 것이었다. 이 부대의 작업은 실패한 "엘즈버그 침입" 이후 "점점 줄어들었지만" 일부 전직 요원들은 백악관에 재직 중이면서 대통령 재선위원회의 관리자들과 함께 불법 활동에 나섰는데, 여기에는 워터게이트 침입과 그에 따른 워터게이트 사건이 포함되었다. 이 그룹은 닉슨의 "해결사"로 묘사되었다.

## 이름
1971년 추수감사절에 데이비드 영이 특별 조사반에서의 계획을 마치고 집에 돌아왔을 때, 할머니가 그에게 "백악관에서 무엇을 하니?"라고 묻자, 그는 "대통령이 몇몇 누출을 막는 것을 돕고 있어요"라고 대답하며 정보 누출과 물 누출을 의도적으로 가지고 놀았다. 할머니는 "오, 너는 배관공이구나!"라고 외쳤다. 영, E. 하워드 헌트, 그리고 G. 고든 리디는 그들의 사무실에 "배관공들"이라는 간판을 걸었지만, 그들의 작전이 극비로 의도되었기 때문에 철거되었다. 그럼에도 불구하고, 그 이름은 그 그룹에 붙었다.

## 구성원
배관공들에는 프랭크 스터지스를 포함한 몇몇 워터게이트 인물들이 포함되었다. 헌트는 찰스 콜슨의 추천을 받았고, 리디는 이기루 크로그의 추천을 받았다. 리디는 그룹에 대한 자신만의 민감성 지표를 "ODESSA" 형태로 만들었다. ODESSA는 "Organisation der ehemaligen SS-Angehörigen"을 의미하며, 리디는 이 부대의 임무를 "정부 비밀의 전복을 제거하는 데 지시된" 것으로 규정했다. 그는 배관공들의 공식 문서에 이 별명을 표시했다.
중앙정보국 요원인 존 페이즐리는 CIA의 보안실을 통해 배관공들과 협력했으며, 닉슨 선거운동 보안 코디네이터이자 워터게이트 침입자였던 제임스 맥코드가 한때 그곳의 일원이었다. 1971년 8월 9일, 영의 메모에 따르면 그는 페이즐리와 보안실 국장 하워드 오스본을 만났으며, 페이즐리는 특별 조사반의 목표 목록을 제공했다.

## 작전
배관공들의 첫 임무는 펜타곤 문서를 유출한 대니얼 엘즈버그의 명예를 실추시킬 증거를 찾기 위해 로스앤젤레스에 있는 엘즈버그의 정신과 의사 루이스 J. 필딩의 사무실을 침입한 것이었다. 이 작전은 엘즈버그의 파일을 찾는 데 실패했으며, 따라서 백악관에 보고되었다고 한다. 그러나 필딩 자신은 파일이 자신의 사무실에 있었다고 진술했다. 그는 침입 다음 날 아침에 바닥에서 파일을 발견했으며, 누군가가 분명히 그것을 뒤져보았다고 말했다. 1971년 9월 대화에서 존 얼릭먼은 닉슨에게 "우리는 작은 작전을 하나 했어요. 로스앤젤레스에서 중단되었는데, 대통령께서는 모르시는 게 더 나을 것 같아요."라고 조언했다. 결국, 정부의 위법 행위로 인해 엘즈버그에 대한 소송은 기각되었다.
필딩 침입 외에, 배관공들이 관여했던 것으로 알려진 다른 활동은 거의 없다. 헌트는 에드워드 M. 케네디-채퍼퀴딕 사건을 조사했다고 알려졌으며, 리디는 케네디 행정부가 응오딘지엠 대통령의 암살에 연루되었다고 주장했다.
캘리포니아 침입 이후, 대통령 재선위원회 (CRP)의 법률 고문이자 재무 위원회 위원이었고 크로그와 영의 보좌관에서 승진한 리디는 캠페인 정치 정보 작전에서 일했다. 국내 문제 및 특별 조사반 대통령 보좌관인 얼릭먼은 CRP를 위한 정보 수집 작전을 수행하려는 리디의 목표를 알고 있었다. 리디는 헌트를 작전에 참여시켰는데, 이는 나중에 워터게이트 침입을 포함하게 될 것이었다.

## 내용주
1. ↑  “The Plumbers”. 《뉴욕 타임스》. 1973년 7월 22일. 2022년 10월 12일에 확인함.
2. ↑  “II. The Plumbers”. 《디 애틀랜틱》. 2013년 9월 17일에 확인함. In the early evening of June 17, 1971, 헨리 키신저 held forth in the Oval Office, telling his President, and 존 얼릭먼 and 해리 로빈스 홀더먼, all about 대니얼 엘즈버그. Kissinger's comments were recorded, of course, on the hidden White House taping system, and four years later, a portion of that tape was listened to by the Watergate Special Prosecution Force, which was then investigating the internal White House police unit known as the Plumbers.
3. ↑  Garment, Suzanne (2018년 4월 13일). “Cohen Makes Nixon's Fixers Look Like Amateurs”. 《Real Clear Politics》. 2018년 12월 14일에 확인함.
4. ↑  Dean, John W. The Nixon Defense, p. 663n. Penguin Group, 2014. ISBN 978-0-670-02536-7.
5. 1 2  Liddy. Will, pp. 147–149.
6. ↑  Graff, pp. 104
7. ↑  Winks, Robin W. (1996년 1월 1일). 《Cloak & Gown: Scholars in the Secret War, 1939-1961》 (영어). Yale University Press. ISBN 978-0-300-06524-4.
8. ↑  Jim Hougan. Secret Agenda, pp. 38–40.
9. ↑  Jim Hougan. Secret Agenda, p. 47.
10. ↑  Abuse Of Power, by 스탠리 커틀러, (Free Press 1997) 사이먼 앤드 슈스터 1999, page 28. Retrieved January 14, 2021.
11. ↑  Network, The Learning (2012년 5월 11일). “May 11, 1973 | Charges Dropped Against Pentagon Papers Leakers”. 《The Learning Network》 (미국 영어). 2022년 5월 14일에 확인함.
12. ↑  Dean, John W. (2014). The Nixon Defense, p. 13. Penguin Group. ISBN 978-0-670-02536-7.